# Tiso biceps
Tiso biceps Gao, Zhu & Y.Q. Gao, 1993 è un ragno appartenente alla famiglia Linyphiidae.

## Distribuzione
La specie è stata rinvenuta in Cina

## Tassonomia
Al 2013 non sono note sottospecie e dal 1993 non sono stati esaminati nuovi esemplari.